# بولنت أجاويد
مصطفى بولنت أجاويد (بالتركية: Mustafa Bülent Ecevit)‏ (28 مايو 1925 - 5 نوفمبر 2006)، رئيس وزراء تركيا.

## عن حياته
- تولى رئاسة الوزراء عدة مرات:
  - من 26 يناير 1974 إلى 17 نوفمبر 1974.
  - من 21 يونيو 1977 إلى 21 يوليو 1977.
  - من 5 يناير 1978 إلى 12 نوفمبر 1979.
  - من 11 يناير 1999 إلى 19 نوفمبر 2002.
- شغل منصب زعيم حزب الشعب الجمهوري في الفترة من 14 مايو 1972 إلى 29 أكتوبر 1980.
- تولى منصب زعيم حزب اليسار الديمقراطي في الفترة من 13 سبتمبر 1987 إلى 1988، وفي الفترة من 1989 إلى 25 يوليو 2004.

سياسي تركي ورئيس وزراء سابق تدخلت تركيا في قبرص لمنع اليونان من ضمها خلال توليه الرئاسة، برغم أنه كان من أشد المدافعين عن العلمانية على أنه تحالف مع الإسلاميين لتشكيل حكومته الأولى.
ولد مصطفى بولنت أحمد فاهير أجاويد Mustafa Bülent Ecevit في 28 أيار/مايو 1925 في إسطنبول، تخرج من كلية روبرت الأميركية في إسطنبول في العام 1944 وعمل بعد تخرجه مترجما، في منصف الخمسينات سافر للولايات المتحدة حيث عمل صحفيا في نورث كارولاينا.

## بداياته السياسية
دخل السياسة من خلال عضويته في حزب الشعب الجمهوري حيث انتخب نائبا في العام 1957، ثم ما لبث أن أصبح وزيرا للعمل في الفترة من 1961 إلى 1965 حيث بنى سمعته كمدافع عن حقوق العمال وفي هذه الفترة بدأ يبلور فكره عن يسار الوسط الذي حاول أن يطور من خلاله مفهوما معاصرا للأتاتوركية بعد الجمود الذي أصابها على يد خليفة مصطفى كمال أتاتورك عصمت إينونو الذي كان لا يزال ممسكا بالحزب منذ العام 1938.
في العام 1966 أصبح الأمين العام لحزب الشعب الجمهوري، لكن صعود حزب العدالة بقيادة سليمان ديميريل في منتصف الستينات نحى جانبا حزب الشعب الجمهوري لذا بدأ الصراع على تجديد الحزب، وكان أجاويد رأس الحربة في مواجهة إينونو وتمكن بالفعل من الإطاحة بزعامة إينونو عام 1972.
مع تولي أجاويد الزعامة كان أمل جديد ينفتح أمام حزب الشعب الجمهوري وأمام أجاويد بالذات الذي خاض في نهاية 1973 معركة العمر للاندفاع إلى زعامة تركيا والفوز بانتخابات تلك السنة التي حملته إلى رئاسة الحكومة في مطلع 1974 لكن بالائتلاف مع زعيم حزب السلامة الوطني الإسلامي نجم الدين أربكان.
في عهد هذا الائتلاف الحكومي الذي دام 10 أشهر أمر أجاويد في 20 حزيران/يوليو 1974 بإرسال قوات تركية إلى قبرص ردا على انقلاب بتدبير من أثينا بهدف ضم الجزيرة إلى اليونان.

## دخوله للسجن
دخل أجاويد السجن بعد الانقلاب العسكري الذي قام به كنعان إيفرين في 12 أيلول/سبتمبر 1980، وقضى عدة أشهر قبل إطلاق سراحه، في العام 1987 عاد لممارسة نشاطه السياسي حيث أسس حزب اليسار الديمقراطي وترأسه، ولكن حزبه فشل في الحصول على أي مقعد نيابي في انتخابات العام 1987.

## البرلمان
في العام 1991 تمكن حزبه من الحصول على 7 مقاعد في البرلمان، وتمكن حزبه من تحقيق تقدمٍ في صفوف البرلمان في انتخابات العام 1995 حيث حصل على 75 مقعداً من أصل 550 مقعدًا.
أصبح في العام 1997 نائبا لرئيس الوزراء مسعود يلماظ الذي خاض خلال توليه هذا المنصب معركة شرسة بالتعاون مع المؤسسة العسكرية ورئيس الجمهورية سليمان ديميريل بهدف استئصال الحالة الإسلامية التي كان يمثلها رئيس الحكومة عامي 1996-1997 نجم الدين اربكان.
وبعد الانتخابات التي جرت عام 1999 أصبح أجاويد رئيسا للوزراء مرة أخرى في ائتلاف مكون من ثلاثة أحزاب أصدر العديد من القوانين لتحقيق الاستقرار في الاقتصاد وتنفيذ إصلاحات حول حقوق الإنسان طالب بها الاتحاد الأوروبي.
انهار الائتلاف الحكومي الذي كان يقوده بعد أن أضعف نتيجة أزمتين اقتصاديتين، وبسبب تلك الأزمات الاقتصادية وتحت وطأة الضغوط الشعبية والسياسية التي تعرض له تم تقديم موعد الانتخابات النيابية لتجري في تشرين الثاني/نوفمبر 2002 حيث هزم حزب اليسار الديمقراطي الذي كان يترأسه في الانتخابات وعلى إثر ذلك اعتزل أجاويد الحياة السياسية.
بعد اعتزاله السياسة عاش منعزلا مع زوجته رهسان أرال التي كانت تحرص على حمايته من فضول وسائل الإعلام مما دفع الصحافة إلى انتقادها، ولم يرزق أجاويد وزوجته أولادا.

## ألقابه
حمل أجاويد خلال حياته السياسية ألقابا كثيرة أشهرها «قره أوغلان» أي الفتى الأسمر وأطلقته عليه إحدى النساء أثناء الحملة الانتخابية عام 1973 وحمل أجاويد لقب «الأمل» وارتفع شعار «أجاويد أملنا» وعندما أسس عام حزب اليسار الديمقراطي كان شعار الحزب الحمامة البيضاء على خلفية زرقاء سماوية فانتشرت ظاهرة القمصان السماوية.

## صفاته
أبرز ما يميز أجاويد نظافة الكف والاستقامة وبعده الشديد عن الفساد طوال فترة حياته. إضافة إلى نفحته الإنسانية وتعاطفه مع العمال والفلاحين حتى أنه اتهم بأنه شيوعي وحمل لقبا جديدا هو أجاويد الشعبي. كما تميز أجاويد بتعاطفه مع القضايا العربية وفي عهده عام 1978 فتح أول مكتب لمنظمة التحرير الفلسطينية وكان معارضا للسياسات الأمريكية في الشرق الأوسط وارتبط بصداقة مع ياسر عرفات وصدام حسين خصوصا بعد حرب الخليج الثانية، في العام 1991 وعارض وجود قوات للناتو في جنوب شرقي تركيا. وكان أول من وصف ممارسات رئيس الوزراء الإسرائيلي السابق أرييل شارون ضد الفلسطينيين بالإبادة وإن اضطر للاعتذار بعد ذلك.
نزعته القومية كانت بينة من خلال غزو قبرص عام 1974 بالمشاركة مع نجم الدين أربكان ومن خلال عدم التقدم إلى حل للمسألة الكردية خصوصا أن في عهده اعتقل عبد الله أوجلان زعيم حزب العمال الكردستاني. لم يكن رجل سياسة فقط بل كان مؤلفا وشاعرا وكاتبا حيث أصدر أعمالا شعرية نشرها في كتابين ومارس العمل الصحافي وكانت لغته التركية أنيقة ورغم مرضه الشديد بعد اعتزاله السياسة فقد انكب على كتابة تاريخ الدولة العثمانية لتضاف صفة المؤرخ إلى ألقابه المتعددة.
في 18 أيار/مايو 2006 بعد حضوره جنازة أحد القضاة وأدخل مستشفى هولهان العسكري وأمضى عدة أشهر في غيبوبة بعد أجريت له عملية جراحية في الدماغ كان يتعافى منها تدريجيا بعد أن عاد يتنفس بشكل طبيعي في آب/أغسطس، ليتوفى في 5 نوفمبر 2006 وقال أطباؤه أنه توفي نتيجة معاناته من مشكلات في التنفس والدورة الدموية.

## روابط خارجية
- بولنت أجاويد على موقع الموسوعة البريطانية (الإنجليزية)
- بولنت أجاويد على موقع مونزينجر (الألمانية)
- بولنت أجاويد على موقع ميوزك برينز (الإنجليزية)
- بولنت أجاويد على موقع إن إن دي بي (الإنجليزية)